# My Bloody Valentine
My Bloody Valentine là một ban nhạc alternative rock thành lập tại Dublin, Ireland năm 1983. Từ 1987, các thành viên của ban gồm Kevin Shields (hát, guitar) và Colm Ó Cíosóig (trống), với Bilinda Butcher (hát, guitar) và Debbie Googe (bass). My Bloody Valentine là một trong những ban nhạc đầu tiên sáng tạo và tiên phong cho shoegazing, một tiểu thể loại alternative rock.
Sau nhiều sự thay đổi nhân sự, My Bloody Valentine ký hợp đồng với Creation Records năm 1988. Ban nhạc phát hành một số EP thành công, bao gồm You Made Me Realise (1988), Glider (1990) và Tremolo (1991), và hai album phòng thu, Isn't Anything (1988) và Loveless (1991) với hãng đĩa. Loveless, được mô tả là magnum opus của ban và là một trong các album hay nhất thập kỷ 1990. Tuy nhiên, ban nhạc bị đuổi khỏi Creation Records do chi phí sản xuất album cho ban quá tốn kém. Năm 1992, My Bloody Valentine ký hợp đồng với Island Records và thâu nhiều tác phẩm. Sau sự ra đi của Googe và Ó Cíosóig năm 1995, My Bloody Valentine tan rã năm 1997.
Năm 2007, Shields tuyên bố rằng My Bloody Valentine đã tái hợp và ban nhạc lưu diễn ở châu Âu, châu Á và Bắc Mỹ. Sau khi tái phát hành Isn't Anything và Loveless, cũng như album tổng hợp EP's 1988–1991 (2012), album phòng thu thứ ba, m b v, được phát hành 2013.

## Thành viên
| Hiện tại - Kevin Shields – hát, guitar (1983–1997, 2007–nay) - Colm Ó Cíosóig – trống (1983–1995, 2007–nay) - Debbie Googe – bass (1985–1995, 2007–nay) - Bilinda Butcher – hát, guitar (1987–1997, 2007–nay) Lưu diễn - Jen Macro – bàn phím, guitar (2013–nay) - Anna Quimby – sáo (1991–1992) | Trước đây - Joe Byfield – hát (1987) - David Conway – hát (1983–1987) - Tina Durkin – bàn phím (1984–1985) - Stephen Ivers – guitar (1983–1984) - Paul Murtagh – bass (1984) - Mark Ross – bass (1983) |

## Đĩa nhạc
- Isn't Anything (1988)
- Loveless (1991)
- m b v (2013)